# Staying Power
A Staying Power az első dal a brit Queen rockegyüttes 1982-es Hot Space albumáról. A szerzője Freddie Mercury énekes volt.
A gyors sodrású, percenként 116-os ritmusú dal basszusát Mercury játszotta Jupiter 8 szintetizátoron, míg John Deacon, az együttes basszusgitárosa egy Fender Twin erősítőn keresztül meghajtott Fender Stratocasterrel ritmusgitározott. Brian May gitáros gitárjátéka visszafogott, ritkán szólal meg, akkor is rövid időre, kiszolgálva a funk stílusú dal ritmusát. Reinhold Mack producer az erősítőből kijövő bal oldali gitárhangot közvetlenül rögzítette, a jobb oldalit 5 ezredmásodperc késéssel és kevés modulációval.
A dalban hallható fúvósokat Arif Mardin, az akkor már közismert producer dolgozta ki és vette fel. Peter Freestone, Mercury személyi titkára utazott el a mesterszalagokkal New Yorkba, az Atlantic Records épületébe, ahol Mardin egyetlen éjszaka alatt végzett a munkával, hogy Freestone a kora reggeli géppel utazhasson vissza. Mercury két módon instruálta Mardint: egyfelől Freestone-nal küldött neki egy kazettát a dal nyers változatával, és iránymutató énekével, másfelől telefonon is értekeztek. Mack és Mercury végül mégis csalódtak Mardin munkájában: bár technikailag kifogástalan volt, ők valami kirobbanót vártak, de átlagosat kaptak. Ezért teljesen átszerkesztették a felvételt, darabokra vágták a szalagot, és az ízlésüknek megfelelően illesztették össze.
Mercury az éneket három sávon rögzítette: az egyik volt a vezető ének, a másik a rájátszás, a harmadikon pedig különböző hangulatnövelő közbeszólásokat rögzített. A dal szövege az énekes szexuális energiájáról szól, a címe és refrénje kezdetben „fucking power” (baszó erő) volt, a korábbi demókban ez benne is maradt. A "see what I got, I got a hell of a lot" sorban a szexuális teljesítőképességével dicsekszik, a "blow baby blow, let's get down and go go" sorral pedig a droghasználatra utal.
1982. november 23-án kislemezként megjelent Japánban és Amerikában, de nem okozott feltűnést. A Sounds szerint „önimádat az egész, kimondottan tréfás stílusban”, a Stylus írója pedig így írt róla: „elektrodiszkó szám, frenetikus fúvósokkal […] Mercury lendülete már szinte ijesztően hivalkodó.”
1982-ben rendszeresen játszották a koncerteken, majd az 1984-es turné első pár állomásán, később már nem. Élőben rockosabban adták elő, May gitárja előtérbe került, többet szólózott, míg Deacon ritmusgitározott. A billentyűsökön Morgan Fisher, majd Fred Mandel játszott. Az együttes korábbi stílusát szerető rajongók nem kedvelték, és ennek nem egyszer a koncerteken is hangot adtak. Amikor egy frankfurti koncerten a közönség kifütyülte a dal bejelentését, Mercury azt mondta nekik: „Ha nem akarjátok hallani, menjetek a picsába haza!”

## Közreműködők
- Ének: Freddie Mercury
- Háttérvokál: Freddie Mercury

Hangszerek:
- Brian May: elektromos gitár
- John Deacon: elektromos gitár
- Freddie Mercury:  szintetizátor, dobgép
- Roger Taylor: dob

## Kislemez
7" kislemez (Elektra E-67975, Amerika)
1. Staying Power – 4:10
2. Back Chat – 4:10

12" kislemez (Elektra E-67854, Amerika)
1. Staying Power (extended) – 5:50
2. Back Chat (extended) – 6:50